# Bulgaria en los Juegos Europeos de Bakú 2015
Bulgaria participó en los Juegos Europeos de Bakú 2015 con una delegación de 127 deportistas. Responsable del equipo nacional fue el Comité Olímpico Búlgaro, así como las federaciones deportivas nacionales de cada deporte con participación.
La portadora de la bandera en la ceremonia de apertura fue la tiradora Maria Grozdeva.

## Medallistas
El equipo de Bulgaria obtuvo las siguientes medallas:
| Nombre                         | Deporte            | Competición    |
| ------------------------------ | ------------------ | -------------- |
| Oro                            |                    |                |
| Stefani Stoeva Gabriela Stoeva | Bádminton          | Doble F        |
| Plata                          |                    |                |
| Elitsa Yankova                 | Lucha libre        | 48 kg F        |
| Kalina Stefanova               | Sambo              | –60 kg F       |
| Antoaneta Boneva               | Tiro               | Pistola 25 m F |
| Equipo                         | Voleibol           | Torneo M       |
| Bronce                         |                    |                |
| Petia Nedelcheva               | Bádminton          | Individual F   |
| Daniel Alexandrov              | Lucha grecorromana | 80 kg M        |
| Evelina Nikolova               | Lucha libre        | 55 kg F        |
| Taibe Yusein                   | Lucha libre        | 60 kg F        |
| Magdalena Varbanova            | Sambo              | –52 kg F       |